# Жужома Микола Іванович
Мико́ла Іва́нович Жужо́ма (нар. 10 січня 1922, Костянтинівка — пом. 24 вересня 1981, Глухів) — Герой Радянського Союзу (1944), у роки Німецько-радянської війни командир вогневого взводу 130-го окремого винищувального протитанкового дивізіону 254-ї стрілецької дивізії армії Другого Українського фронту, старший сержант.

## Життєпис
Народився на Донбасі в робочій родині. Рано залишився без батьків, виховувався у дитячому будинку. 1939 року пішов до армії, закінчив Київське піхотне училище. Учасник Другої світової війни з 1941 року. Брав участь у військовому параді на Червоній площі у Москві 7 листопада 1941 року. Воював на Південно-Західному та Другому Українському фронтах. Був 11 разів поранений та 7 разів контужений.
Як командир вогневого взводу 14 листопада 1943 року брав участь у форсуванні Дніпра під Черкасами, в захваті плацдарму і у відбитті танкової атаки противника. Його взвод підбив 2 танки, придушив вогонь 3 кулеметних точок. 21 листопада, керуючи взводом, перший зайняв околицю міста Черкаси в районі Дахнівки, де було знищено 3 танки, 4 машини, взвод німецьких солдатів.
Указом Президії Верховної Ради СРСР від 22 лютого 1944 року Жужома був удостоєний звання Героя Радянського Союзу, але посмертно, оскільки командування та товариші вважали його загиблим. Після виявлення його серед тих, хто вижив, йому було вручено орден Леніна і медаль «Золота зірка» (№ 2563). Окрім того був нагороджений двома орденами Вітчизняної війни II ступеня, трьома орденами Червоної зірки, двома орденами Червоного прапора, медалями, вищою військовою нагородою США «Срібна зірка», нагородами Польщі та Югославії.

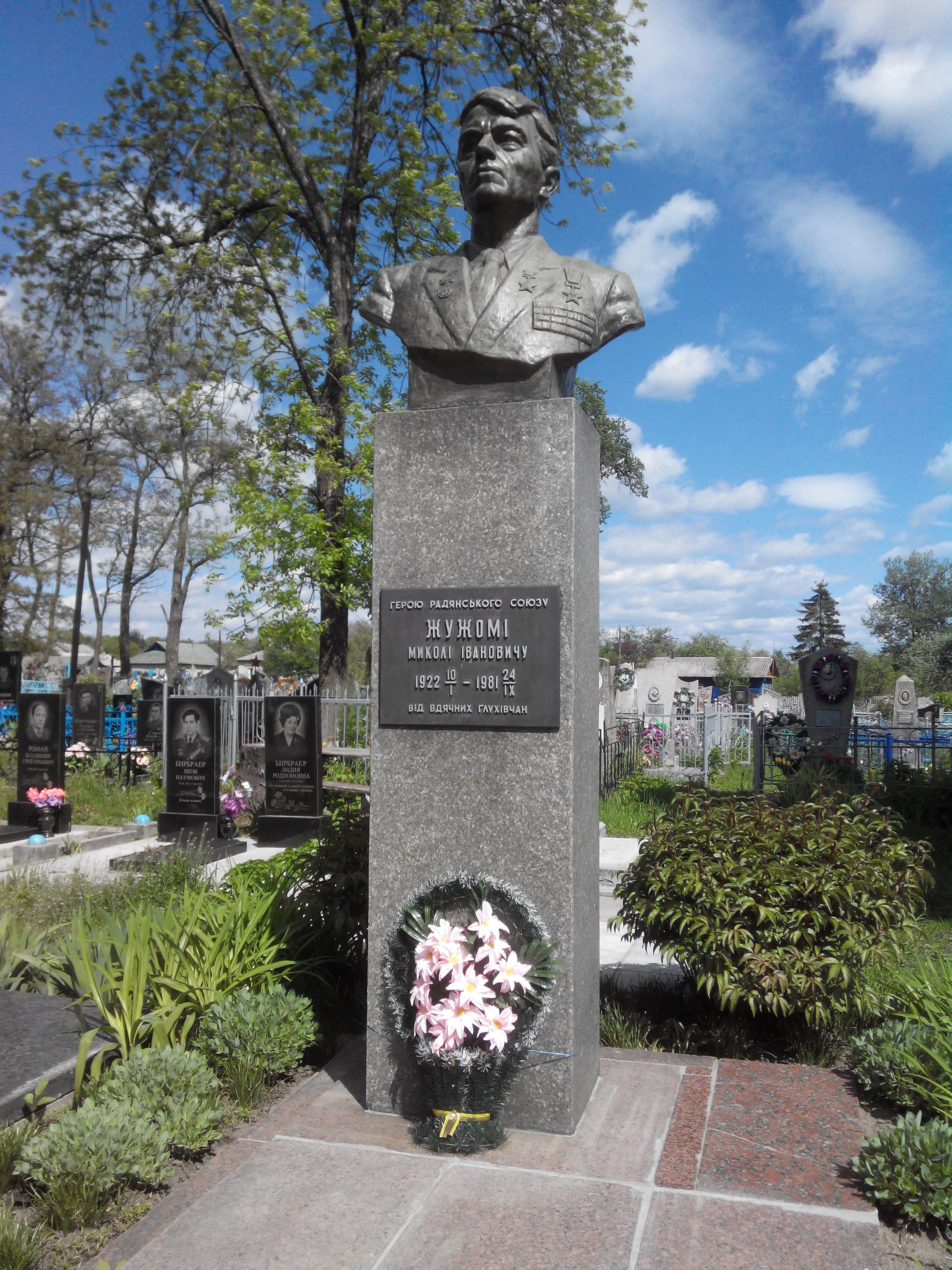
Могила Миколи Жужоми.

Після війни жив та працював у Глухові Сумської області. 1970 року закінчив Роменський текстильний технікум, був начальником відділу кадрів Глухівського пенькозаводу. Неодноразово обирався членом міської та районної Ради народних депутатів. Почесний громадянин Глухова. Помер в Глухові 24 вересня 1981 року. Похований в Глухові на Вознесенському кладовищі.

## Вшанування пам'яті
На честь Миколи Івановича була названа вулиця Сержанта Жужоми у місті Черкаси.
Також вулиця Жужоми є у місті Глухів.